# Xya curta
Xya curta är en insektsart som först beskrevs av Lucien Chopard 1936.  Xya curta ingår i släktet Xya och familjen Tridactylidae. Inga underarter finns listade i Catalogue of Life.